# The Velvet Rope
The Velvet Rope é o sexto álbum de estúdio da artista musical estadunidense Janet Jackson. O seu lançamento ocorreu em 7 de outubro de 1997, através da Virgin Records. Depois de lançar a compilação Design of a Decade 1986/1996 e renovar seu contrato com a Virgin no valor de US$ 80 milhões, tornando-se a cantora mais bem paga do mundo pela segunda vez, Jackson passou por um colapso emocional e enfrentou um caso de depressão, lidando com transtorno dismórfico corporal, anorexia, auto-ódio e abuso físico. Após este período, ela iniciou as gravações do disco e desenvolveu-o como um álbum conceitual, usando introspecção como seu tema, além de ter revelado uma nova imagem, apresentando cabelos vermelhos cacheados, fazendo tatuagem em diversas partes de seu corpo e adquirindo piercings faciais e corporais.
Gravado entre janeiro e julho de 1997 sob a produção de Jackson, Jimmy Jam and Terry Lewis e René Elizondo, Jr., The Velvet Rope é um álbum predominantemente R&B que funde elementos de diversos gêneros em sua composição, incluindo pop, música eletrônica, trip hop, folk e jazz. Composto por dezesseis canções e sete interlúdios, o projeto trata de questões polêmicas como as políticas e restrições da depressão, autovalor, relacionamentos virtuais, violência doméstica, sadomasoquismo, orientação e questionamento sexuais, relações entre pessoas do mesmo sexo e homossexualidade, cujo tema causou o banimento do disco na Singapura. O título do material é uma alusão à necessidade de alguém de sentir-se especial, bem como uma metáfora para limites emocionais, em comparação às cordas vermelhas que proíbem acesso de espectadores.
The Velvet Rope tornou-se o quarto disco consecutivo de Jackson a atingir o topo da estadunidense Billboard 200, listando-se entre os dez mais vendidos em países como Austrália, Canadá, França, Noruega e Reino Unido. Tal desempenho comercial positivo resultou em diversas certificações, incluindo a de platina tripla emitida pela Recording Industry Association of America (RIAA) e Music Canada e a de platina emitida por diversas associações, como a British Phonographic Industry (BPI). Mundialmente, vendeu dez milhões de unidades. Seis singles foram lançados a partir do disco, com "Together Again" convertendo-se no oitavo número da cantora na Billboard Hot 100 e "Got 'til It's Gone" recebendo o Grammy Award de Best Short Form Music Video. Para a divulgação do álbum, a artista apresentou-se em cerimônias e programas televisivos e fez a turnê The Velvet Rope World Tour entre 1998 e 1999.
Geralmente referido como o melhor trabalho de Jackson, The Velvet Rope foi bem recebido por críticos musicais, que elogiaram sua arte, sua vulnerabilidade emocional e sua inovação sonora. Foi incluído na lista dos 500 melhores álbuns de todos os tempos, elaborada pela revista Rolling Stone, e recebeu um GLAAD Media Award para Outstanding Music. O disco também foi visto como um exemplo para artistas pop que fizeram transições para um som obscuro ou rebelde, e foi considerado um percussor para o PBR&B, subgênero do R&B e um previsor de várias tendências no indie pop contemporâneo. Diversos críticos o citaram como influência para cantoras como Christina Aguilera, Britney Spears, Rihanna, Kelly Clarkson e Beyoncé, e músicos dos gêneros indie e folk como How to Dress Well, Melissa Ferrick e Wheat o descreveram como uma grande influência para seus trabalhos.

## Antecedentes
O primeiro álbum de compilação de Jackson, Design of a Decade 1986/1996, foi lançado em 1995. Ele atingiu o terceiro lugar na Billboard 200. O primeiro single, "Runaway", tornou-se a primeira canção de uma artista feminina a estrear entre os dez primeiros do Hot 100, alcançando o terceiro lugar. O álbum foi certificado platina dupla e vendeu dez milhões de cópias no mundo inteiro. O lançamento marcou o cumprimento das obrigações contratuais de Jackson com a Virgin Records. Como resultado, ela ficou sujeita a uma guerra entre várias gravadoras, incluindo a Virgin, a Sony Music, a Bertelsmann Music Group, a Time Warner e a The Walt Disney Company, que tentaram assiná-la em conjunto com a PolyGram, bem como a ofereceram oportunidades para atuar em filmes. Ela finalmente renovou seu contrato com a Virgin por US$ 80 milhões - o maior contrato de gravação da história naquela época e um feito que ela conseguiu pela segunda vez em sua carreira. O contrato ultrapassou os contratos de 60 milhões de dólares de seu irmão Michael Jackson e da cantora Madonna.

## Escrita e desenvolvimento
"Eu tinha minhas maneiras de esconder minha dor. Rindo quando não havia nada para rir. Sorrindo quando não havia nada para sorrir. Isso era apenas a minha maneira de passar pela vida. Fingindo como se tudo estivesse bem. Eu acho que eu fiz isso tão bem que eu realmente comecei a acreditar nisso. Eu enganei a mim mesma. Usar o meu escapismo foi o meu jeito de não sentir a minha dor - qualquer coisa que entorpecesse a dor".

— Jackson sobre a repressão de vários traumas durante sua adolescência.
Durante sua Janet World Tour, Jackson vivenciou um colapso mental, decorrente de auto-ódio, humilhação infantil, auto-agressão e distorcida imagem corporal. Ela declarou: "Eu estava muito, muito triste. Muito para baixo, Eu não conseguia me levantar às vezes. Havia momentos em que eu me sentia desesperada e desamparada, e eu sentia como se as paredes estivessem se fechando sobre mim... como se você não pudesse escapar". Ela questionou o seu percurso profissional, sentindo-se pressionada pelas exigências da indústria do entretenimento, dizendo: "As pessoas olham para você de forma diferente, como se você não fosse humano". Abbie Kearse da MTV respondeu: "Você está criando uma pessoa que talvez não seja você, mas você criou essa mulher fantasiosa, então quando é hora de voltar ao trabalho, é como [se dissesse] 'eu tenho que voltar a esse mundo'". Jackson expressou preocupação sobre como ela poderia se retratar como um objeto fantasioso, sentindo como se ela já não pudesse realizar seus próprios desejos.
Em auto-análise, Jackson descobriu detalhes vitais sobre o seu passado, dizendo: "Certas coisas podem acontecer, e você apenas as ignora em vez de parar e dizer: 'Por que estou me sentindo assim? Por que estou agindo desta maneira?'". Ela havia suprimido vários traumas durante sua adolescência e início da idade adulta, usando táticas de evasão para evitar que os pensamentos surgissem. Ela também lembrou sobre sentir-se não aceita e excluída pela sua cor de pele. Ela era persistentemente assombrada pela memória de um professor de escola repreendendo-a intensamente, fazendo com que seus colegas de classe caíssem em gargalhadas. "Oh, Deus, parece tão estúpido. Mas sendo uma criança você fica tão assustada... Eu nunca falei sobre isso, então ficou comigo todos esses anos. Eu não me sentia merecedora, nem boa o suficiente... ainda é o que sinto por mim mesma às vezes", declarou. Quando criança, ela solucionou seu desconforto falando com seus animais, e mais tarde tornando o ato de comer demais um anestésico, causando flutuações de peso. Jackson disse: "Eu comecei a perceber que sempre que algo realmente doloroso estava acontecendo, eu comia, e é assim que eu fugiria disso. Mas eu estaria apenas criando outro problema em outra área em vez de apenas lidar com essa dor".

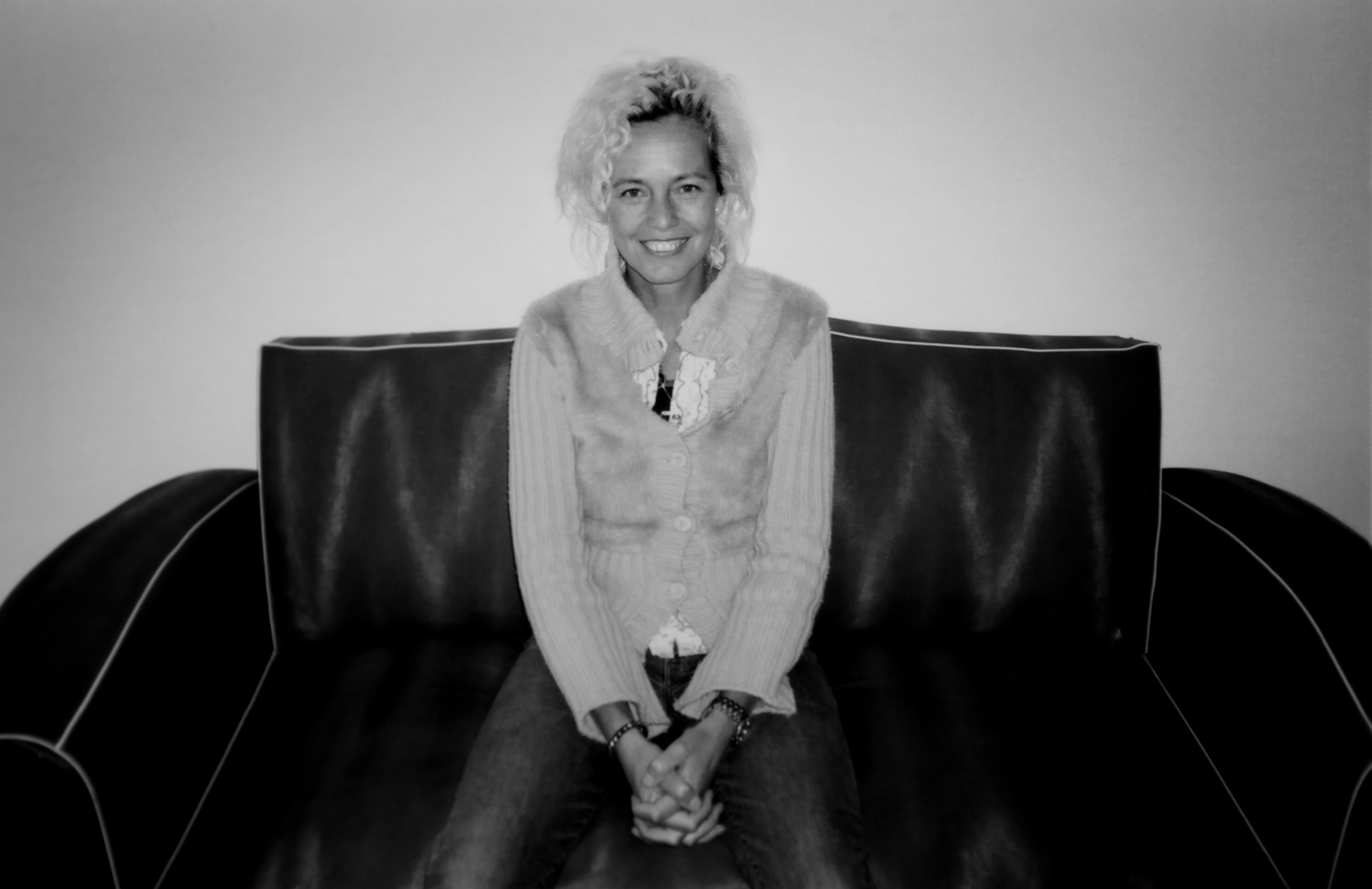
A fotógrafa Ellen von Unwerth (foto) tentou capturar a dor emocional de Jackson nas imagens do álbum.

Jackson desenvolveu dismorfia corporal como uma resposta ao ridículo, afirmando: "Eu me olhava no espelho e me odiava. Eu me sentava e chorava, era tão difícil para mim olhar para mim e encontrar algo que eu gostava. Não apenas fisicamente, mas algo que era bom em mim". Ela também cometeu automutilação, batendo a cabeça contra a parede quando se sentia pouco atraente. Ela traçou sua fragilidade sobre seu casamento abusivo com o cantor James DeBarge quando ela tinha 16 anos de idade. Jackson lembrou: "Tudo tem a ver com muito baixa auto-estima. Especialmente entrando em um relacionamento sendo tão jovem... alguém dizendo coisas como, 'ninguém nunca vai querer você novamente, você tem que ser feliz aqui comigo". Tentando alterar seu comportamento e seu vício em drogas, ela explicou: "Aprendi da maneira mais difícil que você não pode mudar uma pessoa"." Recordando seu divórcio, ela revelou: "Chegou a um ponto quando eu finalmente disse: 'Você sabe o quê? Eu não me importo com o que acontecer'. Eu tinha que fazer o que eu queria mas que tinha muito medo. E naquele momento eu não me importava se eu tivesse o meu cérebro amassado. Eu só segui em frente e consegui. E chutaram a minha bunda por isso. Estou feliz por ter feito isso, ou não acho que estaria aqui hoje".
Sua auto-ódio chegou a ciclos furiosos de bulimia e anorexia, reprimindo o problema até ser questionada. Jackson disse, "As pessoas me dizem: 'Ok, você tem que começar a comer mais. Você está muito magra'. Mas quando você olha no espelho, você vê algo totalmente diferente". Ela continuou, "Eu tinha ido tão longe em uma direção, eu nunca pensei que eu poderia ir tão longe na outra. Você está perdendo peso e ficando menor, e eu ainda diria a mim mesma que poderia me dar ao luxo de perder um pouco mais". No entanto, ela recusou orientação profissional. Ela brevemente se consultou com um psicólogo antes de um encontro com um guru espiritual, que ajudou a sua recuperação emocional. Jackson contou, "nós fomos para este lugar muito espiritual no deserto... Foi lá que eu o conheci, esse vaqueiro, ele está na casa dos cinquenta e ele é cheio de sabedoria. Ele é um homem mais velho que já viveu muito, e ele estava na indústria da música, em uma escala menor. Ele entendeu esse lado da minha vida". Ela também começou a usar enemas de café para remover "células tristes", levando ao escrutínio da mídia. O trauma levou a um breve questionamento sexual, dizendo: "Eu sou curiosa? Acho que todas as garotas já se perguntaram isso". As experiências acabaram virando o tema central do álbum, que foi gravado por mais de dois anos.

## Gravação

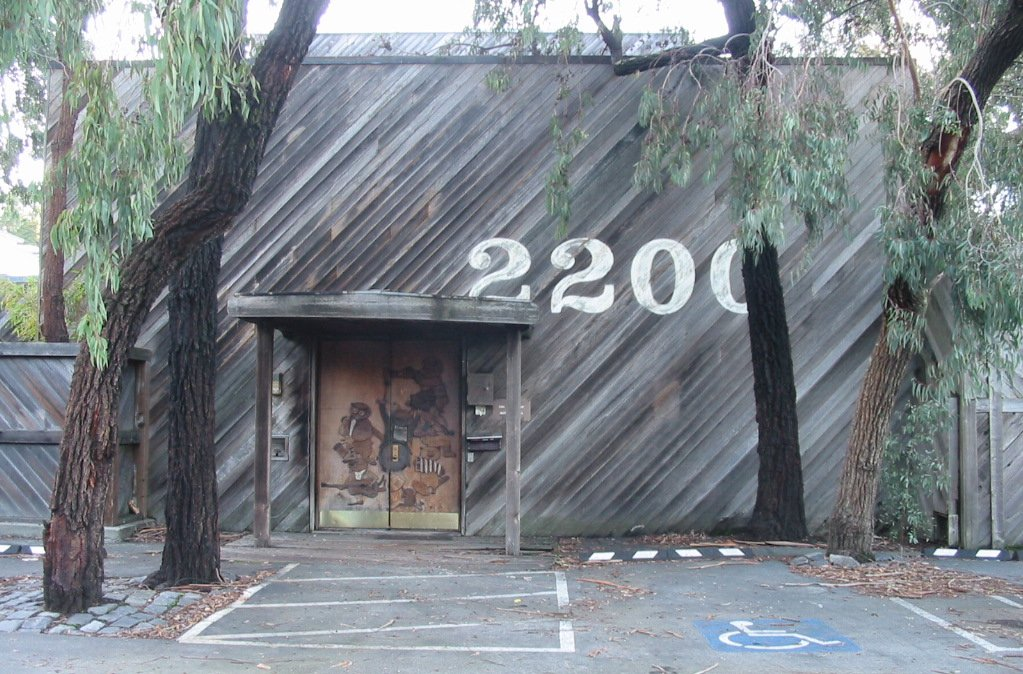
Record Plant Studios foi um dos diversos estúdios em que The Velvet Rope foi gravado.

O álbum foi produzido por Jackson com Jimmy Jam and Terry Lewis, bem como seu marido na época, René Elizondo, Jr. Suas etapas iniciais começaram logo após o termino da Janet World Tour, gravando intermitentemente ao longo de dois anos. O processo parava devido a várias questões que Jackson enfrentava, incluindo depressão, dismorfia corporal, anorexia e auto-ódio. Como resultado, Jackson cancelava espontaneamente as sessões, aparecendo constantemente perturbada; Jam comentou: "Esse foi um álbum difícil para ela fazer. Houve momentos em que ela não aparecia no estúdio por cinco ou seis dias seguidos".
Ela voltou ao estúdio em janeiro de 1997, iniciando um processo de gravação de seis meses e meio. Sua produção foi ajustada para as letras de Jackson e sugestões vocais, usando uma técnica alterada de sessões anteriores. Tentando levar a música pop em uma direção alternativa, o disco foi descrito como "um triunfo do espírito, uma declaração de alegria e cura que vem de examinar o passado enquanto energizando o presente, [...] explorando os mistérios da sexualidade até mesmo quando aborda os problemas do preconceito". Jackson explicou o conceito e como foi gravar o álbum:

"Cantar essas músicas significou escavar a dor que eu enterrei há muito tempo. Foi difícil e às vezes confuso, mas eu tive que fazer isso. Eu tenho enterrado a dor toda a minha vida. É como chutar a sujeira para baixo do tapete. Em algum momento, há tanta sujeira que você começa a se sufocar. Bem, eu fui asfixiada. A minha terapia veio através da escrita dessas músicas. Então eu tive que encontrar a coragem de cantá-las ou então sofrer as consequências —  um caso permanente de depressão".

## Música e temas
"Todos já vimos eventos de estreia ou casas noturnas, e vimos a corda que separa aqueles que podem entrar e aqueles que não podem... Bem, há também uma corda de veludo que temos dentro de nós, impedindo os outros de conhecer os nossos sentimentos. [...] Durante minha vida, estive em ambos os lados da corda. Às vezes, especialmente durante a minha infância, eu me senti excluída e sozinha. Às vezes eu me senti incompreendida. Vezes quando eu corri para o quintal para confiar apenas em nossos cães. Por eles, eu senti como se eu estivesse falando com Deus. Mas nenhum humano ouviu esses sentimentos expressos. Eles permanecem enterrados no meu passado. Mas a verdade tem que sair e, para mim, a verdade toma a forma de uma canção".

Jackson comentando sobre seus traumas que levaram à elaboração do tema central do álbum.
The Velvet Rope consiste em dezesseis canções e sete interlúdios. O álbum fundiu o pop com vários gêneros, incluindo R&B, música eletrônica, trip hop, jazz e folk. Jackson descreveu o lançamento como seu trabalho mais pessoal, desenvolvido ao longo de sua vida inteira. Ela explicou: "Eu nunca olhei profundamente para a dor do meu passado, nunca tentei entender essa dor e trabalhar nela. Era uma jornada que eu tinha evitado. Mas eu agora tenho que enfrentar". O jornalista Robert Hilburn, escrevendo para o Los Angeles Times, acrescentou: "Jackson encontrou um símbolo universal para usar na exploração de questões de insegurança e auto-estima, em algum momento, todo mundo está do lado errado da corda de veludo, excluído por causa de raça, status social, idade ou alguma outra minoria". Jackson considerou o sucesso comercial como uma consideração secundária, comentando, "Eu precisava expressar quem eu era e o que eu tinha aprendido. Eu descobri quem eu realmente era... Se isso pode inspirar as pessoas que ouvem este álbum a fazer o mesmo, eu prefiro ter isso do que o álbum mais vendido do mundo".
O álbum ganhou atenção da mídia por seus temas explícitos e exploração da homossexualidade, sugerida como uma "tese de estudos sobre queers". Funcionários da lei de Cingapura proibiram o álbum devido às suas letras apoiando a homossexualidade. "Free Xone" fala de casais gays, lésbicas e bissexuais, enquanto Jackson protesta contra a discriminação. "Together Again" lembra de um amigo morto pela AIDS. Sua regravação de "Tonight's the Night" sugere perder sua virgindade para outra mulher, aludindo também à bissexualidade. A atenção dos meios de comunicação levou Rod Stewart a anunciar "que essa é uma música original de Janet Jackson", quando cantada em concertos. Em resposta às críticas, Jackson disse: "Eu tenho muitos amigos gays, homens e mulheres, e foi por isso que eu fiz isso. Eu sabia que as pessoas iriam dizer que eu sou gay, e eu não me importei". Ela também declarou: "Eu vivi um inferno por isso... grupos religiosos ficaram chateados comigo por certas músicas do álbum, mas isso não vai me impedir de escrever o que eu sinto por dentro". Relatos da mídia sobre Jackson ter se envolvido em relacionamentos íntimos com as dançarinas Tina Landon e Shawnette Heard surgiram após seu lançamento, embora negados.
A música considerada "mais surpreendente" do álbum foi "What About", em que Jackson confronta violentamente o abuso doméstico. Ela afirmou: "Acho que é importante que os outros saibam que certas coisas que você pode ter sofrido em sua vida, e que eles não estão sozinhos, e que você entende o que eles estão passando, e que eles podem superar isso". Joel Lyans incluiu-a entre "A Nova Trilha Sonora da Consciência Social", escrevendo: "Aqui, Janet faz o que ela faz de melhor: demonstra uma conduta recatada e tímida antes de soltar uma voz confiante e empoderada para aqueles que têm medo de falar abertamente sobre uma situação que aflige milhões de mulheres". Vários relatos de mídia relataram seu tema com a infidelidade do presidente Bill Clinton a Hillary Clinton com Monica Lewinsky. Jackson esclareceu que era sobre suas próprias experiências, dizendo: "Presidente Clinton? As pessoas têm dito isso para mim. Eles dizem 'esta é a canção dele'", comparando a situação com sua música "This Time" do álbum anterior Janet (1993), erroneamente relacionada à relação do jogador O.J. Simpson e sua ex-esposa Nicole Brown Simpson devido ao seu conteúdo.

## Canções
Em "Twisted Elegance", Jackson fala sobre piano e ruído branco. Sua composição aborda a "política emocional e sexual das relações", restrições da depressão, auto-estima, violência doméstica, homossexualidade, AIDS e sadomasoquismo. Ela transita para a faixa-título, progredindo de um som eletrônico rápido para uma estrutura techno de andamento mediano. Ela incorpora o tema do filme O Exorcista, "Tubular Bells", enquanto Jackson fala sobre "uma corda de veludo que temos dentro de nós, impedindo os outros de conhecer os nossos sentimentos", fechando com um solo de violino por Vanessa-Mae. "You" incorpora "funk deep-down" e trip hop, enquanto Jackson distorce a sua voz para uma nota baixa durante um desafio de auto-escrutínio. "Got 'til It's Gone" é uma canção pop e trip hop, com a cantora Joni Mitchell e o rapper Q-Tip. Jackson fala de vulnerabilidade e arrependimento em uma "sobriedade depressiva". Interlúdio "Speakerphone" consiste em Jackson começando a se masturbar antes de uma conversa telefônica com a dançarina Shawnette Heard. "My Need" é uma música de hip-hop de andamento mediano que aborda a auto-obsessão e a luxúria desenfreada. Interlúdio "Fasten Your Seatbelts" retrata Jackson e suas dançarinas imitando Bette Davis em What Ever Happened to Baby Jane? and All About Eve. "Go Deep" combina dance-pop e G-funk, realizada em uma "respiração de garotinha".
"Free Xone" incorpora "funk barulhento" com drum and bass. A letra da canção fala sobre a homofobia e a dor que ela causa. "Together Again" é uma faixa house e dance pop, considerada uma "meditação pós-disco moderna sobre a beleza da dança e eterna graça da ligação romântica". O interlúdio "Online" caracteriza Jackson digitando enquanto uma conexão de linha discada é ouvida. "Empty" é uma balada eletrônica incorporando trip hop, impulsionada por uma batida "nervosa, melosa e coberta de mato". Suas letras falam do vazio sentido através de relacionamentos de redes sociais, expressando empatia a aqueles que procuram a aceitação através da Internet. "What About" confronta as experiências de Jackson com a violência doméstica. Sobre guitarras flamencas, ela lembra de um ex-companheiro se declarando antes de transformar-se violentamente em uma faixa hard rock. "Every Time" é uma balada ao piano documentando o medo de amar, examinando um lado apreensivo do romance.
"Tonight's the Night" alude à antecipação sexual, sugerindo um encontro lésbico e potencial sexo a três durante seu final. "I Get Lonely" evoca uma exuberante sensualidade enquanto Jackson fala de abandono sobre uma escassa instrumentação. "Rope Burn" evoca bondage e sadomasoquismo, com Jackson pedindo para ser amarrada e aprazerada com cera de vela. Ela foi definida como "a primeira balada de R&B trip-hop, equipada com um ritmo retrô lento, com levada jazz e uma instrumentação leve com baixo pesado e palmadas". Jackson considerou-a como um "instrumento suave de prazer prolongado", dizendo que "a expressão de fantasias sexuais pode ser linda se houver confiança, amor e compreensão". "Anything" é uma balada que invoca "dimensões febris" de satisfação. Na balada ao piano "Special", Jackson fala com sua criança interior, espalhando a mensagem de que "a dor não é permanente", mas sim, transformada. A faixa secreta "Can't Be Stopped" fala de vitimização juvenil, intolerância e unidade racial, "dirigida aos jovens que são desencorajados ou discriminados... Eu quero que eles saibam que sua força interior é mais forte do que as forças contra eles".

## Título e capa
The Velvet Rope foi intitulado como uma metáfora para a barreira emocional impedindo outros de revelar seus pensamentos mais íntimos; Em comparação com a corda de veludo usada em estreias de cinema e shows de prêmios, proibindo o acesso de espectadores. Ele também serviu como uma metáfora para as barreiras que separam as diferentes classes da sociedade. Ele foi baseado em vários eventos ao longo de sua adolescência e início da idade adulta, ressurgindo após a tentativa de escapismo.
As fotos de divulgação para o álbum foram fotografadas por Ellen von Unwerth, com fotos adicionais por Mario Testino. A capa mostra Jackson de cabeça baixa em meio a um pano de fundo carmesim, simbolizando o remorso. "Janet" é levemente escrito em relevo em uma formação de blocos pixelados. Jackson disse: "A foto que usamos na capa me mostra apenas olhando para baixo, e é isso que o álbum era sobre, olhar para dentro". A MTV News considerou a capa icônica e uma influência para vários artistas. O encarte do álbum detalha os piercings e tatuagens de Jackson, exibindo também suas mãos amarradas em ataduras e roupas de látex, demonstrando fetichismo. Uma foto particular de Jackson vestindo um conjunto de látex com seu piercing no mamilo escapando através de uma abertura ganhou notoriedade por sua natureza explícita. A foto também mostra Jackson picando seu corpo com um pegador de gelo.
Após seu lançamento, Jackson revelou uma imagem mais ousada, ostentando cabelo vermelho e tatuagens no pescoço, pulso, pé, costas e coxa inferior; também adquirindo piercings no mamilo, septo e no lábio. A transição foi considerada um risco de alienação, embora ela tenha sido elogiada como "uma mestre em surpreender e chocar seu público". Jackson usou uma variação do símbolo de Akan Sankofa na arte do álbum; representando o motivo de que "você não pode seguir em frente até que você aprenda com seu passado". Ela tatuou o símbolo em seu pulso, dizendo que ele era "muito importante para mim. [...] É sobre voltar ao seu passado e lidar com ele para que você possa seguir em frente". O tatuador de Jackson declarou mais tarde: "Eu recebo um monte de gente que vem de todo o mundo para ter algo que tenha a ver com as tatuagens sagradas de Janet... Ela é uma inspiração para muitas pessoas, e quando elas vêem alguma coisa em Janet que a ajuda a ser forte, elas também querem essa força".

## Divulgação
Antes do lançamento do álbum, a revista Billboard informou que havia sido organizada uma campanha publicitária em grande escala para a promoção do disco. Nancy Berry, então vice-presidente executivo da Virgin Music Group Worldwide, disse que os preparativos para o lançamento de The Velvet Rope foram os maiores da empresa até aquela data, e embora a gravadora tivesse planejado levar o novo álbum de Jackson para o maior número possível de consumidores, não queria que a campanha fosse muito intrusiva. Para assegurar os direitos de publicação sobre a música de Janet Jackson, a companhia Black Doll foi fundada. O clima na indústria musical havia mudado bastante desde o último lançamento de Jackson, de modo que a música mainstream havia sito tomada pelo R&B com elementos de hip-hop. Ainda assim, os executivos da Virgin estavam confiantes de que "Got 'til It's Gone" fosse fazer sucesso. A aposta da Virgin foi em uma promoção mais urbana, usando outdoors e espaços em metrôs, bem como comerciais de TV.
A estreia do videoclipe de "Got 'til It's Gone" ocorreu pouco antes do início do MTV Video Music Awards em 4 de setembro de 1997. No mesmo dia, ocorreu uma festa para audição do álbum no Art Deco Cloud Room do Chrysler Building, reaberto depois de 65 anos para o evento, com presença de vários famosos. Em 9 de setembro, houve uma festa de lançamento para o álbum nos Sony Pictures Studios em Culver City, na Califórnia. Em meados de setembro, Jackson foi promover o álbum em terras europeias antes de voltar para os Estados Unidos para o lançamento do álbum. Ela apresentou "Got 'til It's Gone" no programa britânico Top of the Pops e no francês Graines de Star. Após seu retorno aos Estados Unidos para o lançamento do álbum, ela foi entrevistada no The Oprah Winfrey Show, e apresentou "Got 'til It's Gone" e "Together Again".
Uma das novas formas de promover o álbum foi o uso da Internet. Em parceria com a MTV, um bate-papo online com a artista foi organizado. O evento foi realizado através do programa MTV Live em 6 de outubro de 1997, um dia antes do lançamento do álbum. Um dia depois, Jackson esteve na Virgin Megastore em Nova Iorque para assinar autógrafos. A artista também foi promover o disco na Oceania e Ásia, cantando nos programas Hey Hey It's Saturday da Austrália e Hey! Hey! Hey! Music Champ do Japão. Após retornar para a Europa, ela cantou "Got 'til It's Gone" nos programas franceses Les Années Tubes, Hit Machine juntamente com "Together Again", enquanto também cantou na TV espanhola nos programas Música Sí e Turrón y... cuenta nueva. Em janeiro, Jackson abriu o American Music Awards com uma versão remix de "Together Again". Ela apresentou o single seguinte "I Get Lonely" no Soul Train Music Awards, com uma rendição acústica sendo apresentada no The Rosie O'Donnell Show. Jackson fez uma apresentação controversa de "What About" no VH1 Fashion Awards, com cenas de violência doméstica. Jackson também deu inúmeras entrevistas para várias publicações, incluindo as revistas People, Vogue e Rolling Stone.

### Turnê
Para promover o álbum, Jackson embarcou na The Velvet Rope World Tour, que visitou a Europa, América do Norte, Japão, Nova Zelândia, África e Austrália. Usou um tema autobiográfico derivado de elementos de teatro da Broadway. Ela declarou: "Para mim, estar no palco é sobre entreter. Eu sei que há pessoas que simplesmente entram no palco e te dão um show apenas tocando sua música, mas eu sempre quis algo extra". Ela acrescentou: "Eu sabia que eu queria como todos parecessem, especialmente para o número de abertura. Eu sabia o que eu queria que todos usassem. Eu visualizei a coisa toda". Entre as primeiras turnês para usar a tecnologia LED, Mark Fisher declarou: "Ela queria que um livro se abrisse e que ela própria saísse de dentro dele. Então eu fiz um truque para colocar aquele livro na tela de vídeo".
A capacidade como artista de Jackson foi elogiado por críticos, que também elogiaram a teatralidade do concerto e a pirotecnia. O jornalista Robert Hilburn considerou que a turnê iria ajudá-la a "finalmente obter o crédito que ela merece como artista", com o show também sendo chamado de "o show que precisa ser assistido do ano". A turnê foi controversa por sua sexualidade e retratação de violência doméstica, mais especificamente dentro das apresentações de "Rope Burn" e "What About". Suas propagandas, mostrando Jackson em uma roupa transparente com seu piercing no mamilo e biquíni parcialmente visíveis, chamaram também a atenção dos meios. Várias publicações se recusaram a publicar o anúncio, enquanto os outdoors da imagem causaram acidentes de trânsito na Europa. A exibição da turnê pela HBO teve mais de 15 milhões de telespectadores, superando a audiência das quatro principais redes. Ganhou um Emmy Award por "Outstanding Technical Direction/Camera/Video for a Special". A data final no Aloha Stadium em Honolulu, Havaí, tornou-se o concerto mais assistido na história local. A turnê teve uma audiência mundial de dez milhões no total. Jackson doou uma parcela das vendas da turnê à America's Promise, uma organização fundada por Colin Powell para ajudar jovens desprivilegiados.

## Análise da crítica
| Críticas profissionais        | Críticas profissionais |
| Avaliações da crítica         | Avaliações da crítica  |
| Fonte                         | Avaliação              |
| ----------------------------- | ---------------------- |
| AllMusic                      | [ 94 ]                 |
| Robert Christgau              | A–                     |
| Encyclopedia of Popular Music | [ 96 ]                 |
| Entertainment Weekly          | A                      |
| Los Angeles Times             | [ 98 ]                 |
| Rolling Stone                 | [ 99 ]                 |
| The Rolling Stone Album Guide | [ 100 ]                |
| Slant Magazine                | [ 101 ]                |
| USA Today                     | [ 102 ]                |

The Velvet Rope recebeu geralmente críticas positivas. Em uma crítica contemporânea para o The New York Times, o crítico Jon Pareles declarou que o disco era o seu "mais ousado, elaborado e consumado", observando que as canções "se transformam à medida que tocam, saltando de ritmos acentuados para coros luxuriantes". Greg Kot, enquanto escrevia para o Los Angeles Times em outra crítica retrospectiva, o considerou uma "trilha sonora para uma sessão de terapia", enquanto Elysa Gardner da mesma publicação elogiou seu conteúdo, abordando "as relações sociais, emocionais e sexuais das relações, apimentando as melodias pop melancólicas e animadas e os ritmos sinuosos de R&B com nuances convincentes de jazz, folk e techno". Gardner acrescentou: "gestos provocativos acabam se misturando com o maior objetivo do álbum, que é encorajar relacionamentos mais abertos e de espírito livre de todos os tipos... com ganchos tão fortes e grooves tão deliciosos, a autoridade de Jackson não deve ser questionada por ninguém". A MTV News declarou que era um "passo interessante em uma nova direção" e uma "viagem longa e às vezes estranha no mundo sensual de Jackson". A Slant Magazine o chamou de "obra-prima ricamente escura", destacando que "não há nada mais sensual do que nudez emocional". Robert Christgau em sua coluna para o The Village Voice observou a cadência vocal de Jackson, mantendo "sua habilidade mágica de fingir deleite". Vince Aletti da mesma publicação elogiou sua "paisagem sonora abafada, cheia de música eletrônica," revelando "o processo de reconstrução psíquica". No entanto, o "controle de isolamento" de Jackson foi considerado seu material "mais resistente".
Entertainment Weekly observou seu assunto de "ligações de computador até bondage e bissexualidade", mas notando que "A coisa mais ousada sobre The Velvet Rope não é a sua conversa sexual, mas sua honestidade". Roger Catlin, do The Courant, observou que sua aura "lava suas mensagens políticas, por vezes estridentes, ou sua tentativa de chocar com a sexualidade", acrescentando que "o álbum brilha com sensualidade, abertura e sede de novas aventuras, musicalmente e de outra forma". Len Righi, do The Morning Call, chamou-o de "atraente, enquanto ela abordava quase todos os problemas sociais imagináveis e pessoais, enquanto ainda deixava espaço para loucura e diversão". Jane Dark do City Pages afirmou que ele "alude a gênero-ficação", deixando Jackson "com um gênero próprio". A "doçura defeituosa" de Jackson também foi aclamada, e concluiu que "ela é o princípio que organiza o barulho, e a partícula em torno da qual as canções se tornam peroladas". Keith Harris, enquanto escrevia para a mesma publicação, afirmou que o disco "mergulhou profundidades introspectivas com resultados intrigantes". A USA Today elogiou seu uso de "batidas mais afiadas e emoções mais cruas". AllMusic observou uma "Janet endurecida, sexualmente experimental", embora tenha desaprovado o número de interlúdios.

## Desempenho comercial
The Velvet Rope estreou em primeiro lugar na Billboard 200, vendendo 202.000 cópias em sua primeira semana. Ele caiu para o segundo lugar em sua segunda semana. O disco vendeu quatro milhões de cópias nos seus primeiros meses de lançamento, e 1,6 milhões de cópias nos Estados Unidos em 1998. Em 11 de novembro, o álbum foi certificado ouro e platina pela Recording Industry Association of America (RIAA), denotando 1.000.000 unidades movimentadas. Foi certificado platina dupla no ano seguinte e platina tripla em 15 de janeiro de 1999. Ele vendeu mais 420 mil cópias através do BMG Music Club. De acordo com a Nielsen SoundScan, o álbum vendeu 3.229.000 cópias no mercado interno até março de 2009.
Internacionalmente, o álbum entrou no top cinco de vários países, incluindo Austrália, França, Noruega, Suécia, e no número seis no Reino Unido. Na África do Sul, estreou em primeiro lugar com 17.121 cópias vendidas na sua primeira semana. No Japão, estreou dentro do top 10, vendendo 34.910 cópias em sua primeira semana. Na Alemanha, o álbum estreou no quinto lugar e ficou na parada por 46 semanas. Na Austrália, o álbum foi certificado platina dupla pela Australian Recording Industry Association (ARIA). Foi certificada triplo platina no Canadá e no Reino Unido e platina no Japão, Europa, França, Holanda, Nova Zelândia, Noruega e Suíça; também recebeu certificações de ouro na Bélgica, Alemanha, Dinamarca, Suécia e Taiwan. The Velvet Rope vendeu mais de 10 milhões de cópias em todo o mundo.

## Faixas
| N.º | Título                                                      | Compositor(es) | Produtor(es)                      | Duração |  |
| 1.  | "Interlude: Twisted Elegance"                               | |                                   | 0:41    |  |
| 2.  | "Velvet Rope" (com Vanessa-Mae)                             | Janet Jackson James Harris III Terry Lewis René Elizondo, Jr. Malcolm McLaren Trevor Horn Mike Oldfield                        | Jackson Jimmy Jam and Terry Lewis | 4:55    |  |
| 3.  | "You"                                                       | Jackson Harris Lewis Elizondo Harold Brown Sylvester Allen Morris Dickerson Howard Scott Leroy Jordan Lee Oskar Charles Miller | Jackson Jam & Lewis               | 4:42    |  |
| 4.  | "Got 'til It's Gone" (com Joni Mitchell e Q-Tip)            | Jackson Harris Lewis Elizondo Joni Mitchell Kamaal Ibn Fareed                                                                  | Jackson Jam & Lewis               | 4:01    |  |
| 5.  | "Interlude: Speaker Phone"                                  | |                                   | 0:54    |  |
| 6.  | "My Need"                                                   | Jackson Harris Lewis Elizondo Marilyn McLeod Pam Sawyer Nickolas Ashford Valerie Simpson                                       | Jackson Jam & Lewis               | 3:44    |  |
| 7.  | "Interlude: Fasten Your Seatbelts"                          | |                                   | 0:19    |  |
| 8.  | "Go Deep"                                                   | Jackson Harris Lewis Elizondo                                                                                                  | Jackson Jam & Lewis               | 4:42    |  |
| 9.  | "Free Xone"                                                 | Jackson Harris Lewis Elizondo James Brown Billy Buttier Archie Bell Michael Hepburn                                            | Jackson Jam & Lewis               | 4:57    |  |
| 10. | "Interlude: Memory"                                         | |                                   | 0:04    |  |
| 11. | "Together Again"                                            | Jackson Harris Lewis Elizondo                                                                                                  | Jackson Jam & Lewis               | 5:01    |  |
| 12. | "Interlude: Online"                                         | |                                   | 0:19    |  |
| 13. | "Empty"                                                     | Jackson Harris Lewis Elizondo                                                                                                  | Jackson Jam & Lewis               | 4:32    |  |
| 14. | "Interlude: Full"                                           | |                                   | 0:12    |  |
| 15. | "What About"                                                | Jackson Harris Lewis Elizondo                                                                                                  | Jackson Jam & Lewis               | 4:24    |  |
| 16. | "Every Time"                                                | Jackson Harris Lewis Elizondo                                                                                                  | Jackson Jam & Lewis               | 4:17    |  |
| 17. | "Tonight's the Night"                                       | Rod Stewart | Jackson Jam & Lewis               | 5:07    |  |
| 18. | "I Get Lonely"                                              | Jackson Harris Lewis Elizondo                                                                                                  | Jackson Jam & Lewis               | 5:17    |  |
| 19. | "Rope Burn"                                                 | Jackson Harris Lewis Elizondo                                                                                                  | Jackson Jam & Lewis               | 4:15    |  |
| 20. | "Anything"                                                  | Jackson Harris Lewis Elizondo                                                                                                  | Jackson Jam & Lewis               | 4:54    |  |
| 21. | "Interlude: Sad"                                            | |                                   | 0:10    |  |
| 22. | "Special" (Faixa secreta "Can't Be Stopped" começa em 3:42) | Jackson Harris Lewis Elizondo                                                                                                  | Jackson Jam & Lewis               | 7:55    |  |

| Faixas bônus da edição japonesa |                                                                     |                               |         |  |
| N.º                             | Título                                                              | Compositor(es)                | Duração |  |
| 22.                             | "Special"                                                           | Jackson Harris Lewis Elizondo | 3:21    |  |
| 23.                             | "God's Stepchild" (Faixa secreta "Can't Be Stopped" começa em 3:42) | Jackson Harris Lewis Elizondo | 7:55    |  |

| CD bônus da edição de turnê australiana |                                                      |                         |         |  |
| N.º                                     | Título                                               | Produtor(es)            | Duração |  |
| 1.                                      | "Got 'til It's Gone (Armand Van Helden Bonus Beats)" | Armand Van Helden       | 5:05    |  |
| 2.                                      | "Together Again (Tony Humphries 12" Edit Mix)"       | Tony Humphries          | 9:57    |  |
| 3.                                      | "I Get Lonely (Janet vs Jason – The Club Remix)"     | Jason Nevins            | 8:10    |  |
| 4.                                      | "Go Deep (Vocal Deep Disco Dub)"                     | Masters at Work         | 8:12    |  |
| 5.                                      | "Every Time (Jam & Lewis Disco Remix)"               | Jimmy Jam & Terry Lewis | 4:10    |  |

| B-sides |                                                 |                     |         |  |
| N.º     | Título                                          | Produtor(es)        | Duração |  |
| 1.      | "Accept Me"                                     | Jackson Jam & Lewis | 4:12    |  |
| 2.      | "Ask for More"                                  | Jackson Jam & Lewis | 5:49    |  |
| 3.      | "Together Again (Deeper Remix)"                 | Jackson Jam & Lewis | 4:00    |  |
| 4.      | "Together Again (DJ Premier 100 In A 50 Remix)" | DJ Premier          | 5:22    |  |
| 5.      | "Together Again (Jimmy Jam Deep Remix)"         | Jackson Jam & Lewis | 5:46    |  |

Amostras
- "Velvet Rope" contém amostras de "Hobo Scratch" por Malcolm McLaren e The World Famous Supreme Team e "Tubular Bells" por Mike Oldfield.
- "You" contém amostras de "The Cisco Kid" por War.
- "Got 'til It's Gone" contém amostras de "Big Yellow Taxi" por Joni Mitchell.
- "My Need" contém amostras de "Love Hangover" por Diana Ross e "You're All I Need to Get By" por Marvin Gaye e Tammi Terrell.
- "Together Again" contém amostras de "Bridge Zone" por Yuzo Koshiro.
- "Free Xone" contém amostras de "Think (About It)" por Lyn Collins, "Tighten Up" por Archie Bell & the Drells, e "Joyous" por Pleasure.

## Desempenho nas paradas de sucesso
| Parada (1997–98)                      | Melhor posição |
| ------------------------------------- | -------------- |
| África do Sul (RISA)                  | 1              |
| Austrália (ARIA)                      | 4              |
| Áustria (Ö3 Austria Top 40)           | 9              |
| Bélgica (Ultratop Flandres)           | 11             |
| Bélgica (Ultratop Valônia)            | 14             |
| Canadá (Billboard)                    | 2              |
| Dinamarca (Hitlisten)                 | 1              |
| Escócia (Official Scottish Albums)    | 18             |
| Estados Unidos (Billboard 200)        | 1              |
| Espanha (PROMUSICAE)                  | 10             |
| Finlândia (Suomen virallinen lista)   | 4              |
| França (SNEP)                         | 5              |
| Alemanha (Offizielle Deutsche Charts) | 5              |
| Hungria (MAHASZ)                      | 40             |
| Irlanda (IRMA)                        | 7              |
| Itália (FIMI)                         | 11             |
| Japão (Oricon)                        | 10             |
| Nova Zelândia (RMNZ)                  | 8              |
| Noruega (VG-lista)                    | 4              |
| Países Baixos (Dutch Charts)          | 3              |
| Reino Unido (Official Albums Chart)   | 6              |
| Reino Unido (UK R&B Albums Chart)     | 1              |
| Suécia (Sverigetopplistan)            | 4              |
| Suíça (Schweizer Hitparade)           | 5              |

| Parada (1997)                     | Posição |
| --------------------------------- | ------- |
| Alemanha (Media Control Charts)   | 48      |
| Austrália (ARIA Charts)           | 42      |
| Bélgica (Ultratop 40 Valônia)     | 85      |
| Estados Unidos (Billboard 200)    | 115     |
| Reino Unido (UK Albums Chart)     | 77      |
| Parada (1998)                     | Posição |
| Alemanha (Media Control Charts)   | 37      |
| Austrália (ARIA Charts)           | 82      |
| Bélgica (Ultratop 50 Flandres)    | 43      |
| Bélgica (Ultratop 40 Valônia)     | 39      |
| Canadá (Billboard Canadian Chart) | 34      |
| Estados Unidos (Billboard 200)    | 27      |
| França (SNEP)                     | 17      |
| Itália (FIMI)                     | 42      |
| Países Baixos (MegaCharts)        | 20      |
| Reino Unido (UK Albums Chart)     | 73      |
| Suíça (Schweizer Hitparade)       | 43      |